# Blepharozia
Blepharozia là một chi rêu trong họ Ptilidiaceae.